# Наалин
Наалин (араб. نعلين‎) (англ. Nilin, Na'alin) — деревня в Палестинской автономии (Западный берег реки Иордан). Население 3500 жителей, площадь — 7,7 квадратного километра. Расположена в трёх километрах к востоку от зелёной линии.

## История
В 1953 Армия обороны Израиля атаковала деревню при «операции возмездия» в Кибии. Во время Шестидневной войны 1967 года израильские войска заняли Иудею и Самарию, включая Наалин.
Согласно соглашениям Осло 1993 года, деревня находится под израильским контролем (территория C).
В апреле 2009 года в деревне был основан музей Катастрофы, при содействии Яд ва-Шем.

## Протест против разделительного забора
Жители деревни, а также израильские и международные активисты устраивают еженедельные акции протеста против разделительного забора, который отрежет около трети территории деревни.